# France Roche
France Roselyne Rachel Roche, nota come France Roche (Saint-Tropez, 2 aprile 1921 – Parigi, 14 dicembre 2013), è stata una giornalista, critica cinematografica, attrice e sceneggiatrice francese, oltre che uno dei volti più noti della televisione transalpina a partire dagli anni settanta.
Era la madre del produttore cinematografico Frédéric de Goldschmidt.

## Biografia
Nata nel 1921 a Saint-Tropez, France Roche inizia nel 1941 come giornalista per Ciné Mondial, settimanale dell'ambasciata tedesca a Parigi dedicato al cinema francese e tedesco. Successivamente passa a France Soir, dove cura la pagina dei film sotto la guida di Pierre Lazareff, e dopo la liberazione diventa redattore capo di Cinévie, rivista cinematografica dove assume come fattorino un giovane libero professionista di nome Michel Audiard, futuro regista e dialoghista con il quale si troverà a collaborare negli anni successivi.
Nel 1951 inizia a lavorare attivamente nel cinema con un breve ruolo nel film ...E mi lasciò senza indirizzo di Jean-Paul Le Chanois e prestando la voce narrante nel documentario Vedettes sans maquillage di Jacques Guillon. Sempre nel 1951 scrive con Jacques Rémy il soggetto della commedia Agence matrimoniale, diretta da Jean-Paul Le Chanois e distribuita l'anno successivo. Per tutti gli anni cinquanta France Roche continua a recitare e scrivere sceneggiature, lavorando spesso con il regista Pierre Kast (À nous deux Paris! del 1953 e Amour de poche del 1957 tra gli altri) e nel 1956 debutta in televisione con il programma Cinépanorama, che conduce per dieci anni con il futuro marito, il reporter e storico del cinema François Chalais.
Tra il 1960 e il 1961 collabora con Michel Audiard alla scrittura dell'episodio L'adultere per il film La francese e l'amore e di I leoni scatenati, entrambi diretti da Henri Verneuil, e fa parte della giuria internazionale dell'11ª edizione del Festival di Berlino. Oltre a condurre programmi dedicati al cinema (Trente ans de silence, Tête d'affiche) e a scrivere sceneggiature (Caccia al maschio di Édouard Molinaro), negli anni sessanta la Roche lavora anche per il teatro adattando lavori quali Il gufo e la gattina di Bill Manhoff (L'amour, vous connaissez, 1965), Il collezionista di John Fowles (L'Obsédé, 1966) e Who Was That Lady I Saw You With? di Norman Krasna (Qui est cette femme?, 1967). Alla fine degli anni sessanta viene assunta da Jacqueline Baudrier, allora direttrice dell'informazione di Antenne 2, e per quindici anni France Roche è a capo dei servizi culturali della rete, appare regolarmente nei notiziari e diventa una figura familiare del piccolo schermo per quanto riguarda cinema, spettacolo e moda.
Durante la stagione 1985-1986 partecipa alla trasmissione Sexy Folies con la rubrica Madame France, dove fornisce consiglia sulla sessualità ai telespettatori. Sempre nel 1986 compare per l'ultima volta in un film, interpretando sé stessa nella commedia Nuit d'ivresse di Bernard Nauer. Nel 1991, Michel Thoulouze e Pierre Lescure gli chiedono di tenere il programma per ragazzi T'as pas une idée su Canal Jimmy, che conduce fino al 2001. Il 30 settembre 2011 compare in un documentario della serie Un jour, un destin dedicato all'attrice Simone Signoret, che rimane la sua ultima apparizione sul piccolo schermo.
France Roche ha anche pubblicato alcuni romanzi e una biografia di Ninon de Lenclos.
È morta a Parigi il 14 dicembre 2013, all'età di 92 anni. Appena un anno prima aveva progettato e realizzato l'adattamento televisivo della pièce teatrale Autour de la folie di Arnaud Denis.

### Vita privata
France Roche si è sposata due volte, con il reporter e storico del cinema François Chalais fino al divorzio, e con il produttore Gilbert de Goldschmidt fino al 1º gennaio 2010, giorno della morte di quest'ultimo.

## Filmografia

### Attrice
- The Unthinking Lobster, regia di Orson Welles (1950) - Cortometraggio
- ...E mi lasciò senza indirizzo (...Sans laisser d'adresse), regia di Jean-Paul Le Chanois (1951)
- Agence matrimoniale, regia di Jean-Paul Le Chanois (1952) - Non accreditata
- Quando le donne amano (Adorables créatures), regia di Christian-Jaque (1952)
- La chasse à l'homme, regia di Pierre Kast (1952) - Cortometraggio
- Seguite quest'uomo (Suivez cet homme), regia di Georges Lampin (1953)
- À nous deux Paris!, regia di Pierre Kast (1953)
- Zoé, regia di Charles Brabant (1954)
- French Cancan, regia di Jean Renoir (1955)
- Ragazze folli (Futures vedettes), regia di Marc Allégret (1955) - Non accreditata
- La rue des bouches peintes, regia di Robert Vernay (1955)
- Gueule d'ange, regia di Marcel Blistène (1955)
- Pitié pour les vamps, regia di Jean Josipovici (1956)
- La ironía del dinero, regia di Edgar Neville e Guy Lefranc (1957) - Non accreditata
- Amour de poche, regia di Pierre Kast (1957)
- Le Corbusier, l'architecte du bonheur, regia di Pierre Kast (1957) - Cortometraggio
- La vita a due (La vie à deux), regia di Clément Duhour (1958) - Non accreditata
- Nuit d'ivresse, regia di Bernard Nauer (1986)

### Sceneggiatrice
- Agence matrimoniale, regia di Jean-Paul Le Chanois (1952)
- La chasse à l'homme, regia di Pierre Kast (1952) - Cortometraggio
- L'architecte maudit: Claude-Nicolas Ledoux, regia di Pierre Kast (1953)
- À nous deux Paris!, regia di Pierre Kast (1953) - Cortometraggio
- Monsieur Robida, prophète et explorateur du temps, regia di Pierre Kast (1953)
- Nos ancêtres les explorateurs, regia di Pierre Kast (1955)
- Ragazze folli (Futures vedettes), regia di Marc Allégret (1955)
- Il mantello rosso, regia di Giuseppe Maria Scotese (1955)
- Pitié pour les vamps, regia di Jean Josipovici (1956)
- Amour de poche, regia di Pierre Kast (1957)
- Le Corbusier, l'architecte du bonheur, regia di Pierre Kast (1957) - Cortometraggio
- La francese e l'amore (La française et l'amour), di registi vari (1960) - Episodio L'adultere
- L'uomo che inseguiva la morte (Vacances en enfer), regia di Jean Kerchbron (1961)
- I leoni scatenati (Les lions sont lâchés), regia di Henri Verneuil (1961)
- Amori celebri (Amours célèbres), regia di Michel Boisrond (1961)
- Caccia al maschio (La chasse à l'homme), regia di Édouard Molinaro (1964)

## Televisione
- Cinépanorama - programma d'informazione cinematografica (1956/1964)
- Cinq colonnes à la une - programma di attualità su RTF (1959)
- Trente ans de silence - serie di documentari televisivi su registi e attori del cinema muto (1964/1965)
- Tête d'affiche - programma di interviste ad attori tra cui Simone Signoret, Michel Piccoli e Jeanne Moreau (1966/1972)
- Woody Allen ou l'anhédoniste le plus drôle du monde - intervista a Woody Allen su Antenne 2 (1979)
- Sexy Folies - trasmissione su Antenne 2 (1986/1987)
- J'aime à la folie - programma sul Festival di Avignone (1987/1988)
- T'as pas une idée - programma per ragazzi su Canal Jimmy (1991/2001)
- Ciné-cinécourts - programma dedicato ai cortometraggi sul canale satellitare CinéCinéma (1998)
- Toc toc toc - miniserie televisiva (2001)
- Un jour, un destin - serie di documentari televisivi su France 2 (2007/2011)
- Autour de la folie - adattamento televisivo dell’omonima pièce teatrale di Arnaud Denis (2012)

## Adattamenti teatrali
- L'amour, vous connaissez - adattamento di Il gufo e la gattina di Bill Manhoff), regia di Raymond Gérôme (Théâtre des Ambassadeurs, 1965)
- L'Obsédé - adattamento di Il collezionista di John Fowles), regia di Robert Hossein (Théâtre des Variétés, 1966)
- Les Fantasticks - adattamento di The Fantasticks di Tom Jones e Harvey Schmidt), regia di Jacques Sereys (Théâtre La Bruyère, 1967)
- Qui est cette femme? - adattamento di Who Was That Lady I Saw You With? di Norman Krasna), regia di Jacques Fabbri (Théâtre de la Porte Saint-Martin, 1967)

## Libri
- Paris à nous deux ou le nouveau Rastignac (Amiot-Dumont, 1954)
- Les folies de l'amour (Carrère, 1987)
- Ninon de Lenclos. Femme d'esprit, homme de coeur (Éditions Robert Laffont, 1988)
- Péché mortel (Lattès, 1990)